# فرودگاه ایوالو
فرودگاه ایوالو (به انگلیسی: Ivalo Airport) (به زبان بومی: Ivalon lentoasema) یک فرودگاه همگانی مسافربری با کد یاتا IVL است که یک باند فرود آسفالت دارد و طول باند آن ۲۴۹۹ متر است. این فرودگاه در کشور فنلاند قرار دارد و در ارتفاع ۱۴۷ متری از سطح دریا واقع شده‌است.

## شرکت‌های هواپیمایی و مقصدهای پروازی
| شرکت‌های هواپیمایی        | مقصدهای پروازی |
| ------------------------ | --- |
| ایزی‌جت                   | چارتر فصلی: گاتویک |
| فن‌ایر                    | هلسینکی، کیتیلا فصلی: گاتویک (آغاز از ۱۴ دسامبر ۲۰۱۷) |
| جت۲.کام                  | چارتر فصلی: منچستر |
| لوفت‌هانزا                | فصلی: فرانکفورت |
| نروجین ایر شاتل          | هلسینکی |
| Small Planet Airlines    | چارتر فصلی: آبردین، بلفاست، بیرمنگام، بورنموث، بریستول، کاردیف، ایست میدلند، ادینبرو، اکستر، گلاسگو، لیدز برادفورد، جان لنون لیورپول، گاتویک، لوتن لندن، استانستد لندن، نیوکاسل، نوریچ، ساوت‌همپتون |
| Thomson Airways          | چارتر فصلی: منچستر |
| ترانساویا.کام            | چارتر فصلی: اسخیپول آمستردام، رونیمی |
| تی‌یوآی ایرلاینز نیدرلندز | چارتر فصلی: اسخیپول آمستردام |